# Walter Zorn
Walter Zorn (* 11. April 1915 in Thum; † 31. März 2000 in Dresden) war ein deutscher Fotograf.

## Leben und Werk
Zorn besuchte in Dresden, wohin die Familie gezogen war, die Schule. Von 1930 bis 1934 absolvierte er eine Lehre als Fotograf in der Dresdner Kunstanstalt Stengel & Co. Danach arbeitete er in seinem Beruf. 1939 wurde er zur Wehrmacht eingezogen, und er nahm bis 1945 als Soldat am Zweiten Weltkrieg teil.
Nach der Entlassung aus der Kriegsgefangenschaft eröffnete er 1946 in Dresden-Neustadt ein Foto-Geschäft und später das Fotoatelier Walter Zorn mit Labor. 1947 bestand er die Meisterprüfung. Von 1956 bis 1977 war Zorn Vorsitzender der Meisterprüfungskommission des Bezirks Dresden. Von 1959 bis 1977 hatte er eine Dozentur an der Schule des Handwerks des Bezirks Dresden. 1977 wurde er zum Ehrenmeister des Handwerks gekürt. Zorn betätigte sich als Fotograf in Kunstausstellungen, auf dem Gebiet der Werbefotografie und auf dem Gebiet der künstlerischen Fotografie. Dabei verfolgte er, inspiriert u. a. von Hugo Erfurth und Franz Fiedler, einen konsequent künstlerischen Ansatz.
Zu Zorns Bekanntenkreis gehörten u. a. Josef Hegenbarth und Hans Grundig. Ab etwa 1950 verband ihn eine enge Freundschaft mit Ernst Hassebrauk, mit dem er ab etwa 1960 gemeinsame Reisen nach Ungarn unternahm und sich zum Urlaub an der Ostsee aufhielt.
1982 wurde Zorn in den Verband Bildender Künstler der DDR aufgenommen. Er wurde mit dem Ehrenzeichen des Handwerks in Bronze und in Silber geehrt.
1984 begann er unter einer schweren Krankheit zu leiden, die ihn etwa 1985 zwang, seine Tätigkeit zu beenden.
Zorn war ab 1939 mit Irmgard, geb. Breitfeld, verheiratet.
Ein Teilnachlass Zorns im Umfang von ca. 8000 Negativen befindet sich im Bestand des Bildarchivs Deutsche Fotothek.

## Rezeption
„Walter Zorn fotografiert mit Scharfblick und handwerklichem Können. Seine Porträtaufnahmen, Landschaften, Motive aus Industrie und Technik oder der bildenden Kunst stehe in der Tradition der Dresdner Lichtbildner.“

## Einzelausstellungen (mutmaßlich unvollständig)
- 1980 bzw. 1981: Dresden, Galerie Kunst der Zeit, und Eisenach, Thüringer Museum („Walter Zorn. 50 Jahre Fotografie“)
- 1983: Rostock, Kunsthalle Rostock („Walter Zorn. Fotografien“)

## Weblink
- https://www.deutschefotothek.de/documents/kue/70147682